# (9115) Battisti
Pour les articles homonymes, voir Battisti.
(9115) Battisti est un astéroïde de la ceinture principale.

## Description
(9115) Battisti est un astéroïde de la ceinture principale. Il fut découvert le 27 février 1997 à Sormano par Piero Sicoli et Francesco Manca. Il présente une orbite caractérisée par un demi-grand axe de 2,40 UA, une excentricité de 0,09 et une inclinaison de 5,2° par rapport à l'écliptique.

## Compléments